# Phostria violitincta
Phostria violitincta là một loài bướm đêm trong họ Crambidae.